# Абуна Меркурий
Абуна Меркурий (Меркориос, в миру Зелибанос Фанта, Ze-Libanos Fanta; 14 июня 1938, Мехрет — 3 марта 2022) — глава Эфиопской православной церкви, четвёртый Патриарх Эфиопской церкви.

## Биография
Зелибанос Фанта родился в 1938 году в окрестностях монастыря Арегит кидане Мехрет в провинции Гондэр (Эфиопия) в семье Бланты Фенты Теземы (отец) и Вро-Лемлем Гессене (мать). Получил церковное образование.
В 1952 году рукоположён в диакона. Семь лет преподавал церковную музыку в монастыре. В 1969 году принял постриг в монастыре Лейк Тана (на озере Тана).
Стремясь к отшельничеству вступает в монастырь Госбохона в Бахр-Даре, где два года исполняет послушания (физический труд, молитвы, помощь калекам). По прошествии 2 лет переехал в Аддис-Абебу, где служил в соборе Святой Троицы. Получил светское образование — закончил вторую ступень школы при Троицком соборе.
Получил назначение управляющим церковью Святого Гавриила в Дэбрэ-Биран. Будучи управляющим, вёл миссионерскую деятельность, строил новые и восстанавливал разрушенные храмы, учил паству любви к родине.
13 января 1979 года избран епископом Гондэрским (Огаденским).
В 1980 году возведён в сан архиепископа (по благословению Святейшего Патриарха Абуны Текле-Хайманота). Во время пребывания Меркориоса на Гондэрской кафедре было построено 43 церкви и реконструировано 185. За свои труды он был избран в Шенго — Национальный Совет Эфиопии.
6 июня 1988 года скончался Абуна Текле Хайманот — третий Патриарх Эфиопской Ортодоксальной Церкви, возглавлявший её 12 лет.
28 августа 1988 года в Аддис-Абебе комиссией из 109 иерархов, представителей всех 14 епархий страны, включая членов Священного Синода был избран на патриарший престол.
4 сентября 1988 года в соборе Святой Троицы состоялась интронизация патриарха Эфиопской Церкви Святейщего Абуны Меркурия.
Патриаршество Абуны Меркурия пришлось на годы «Красного террора» в Эфиопии. Террор с особой жестокостью проходил в городе и провинции Гондэр (губернатор Мелаку Теферра). Абуна Меркурий позже столкнулся с обвинениями в пособничестве «Красному террору» в Гондэре, и связям с губернатором Мелаку.
Патриарх Меркурий был вынужден уйти в 1991 году в связи с приходом к власти Эфиопского народного революционно-демократического фронта (РДФЭН) Федеративной Демократической Республики Эфиопия, при этом оппоненты обвинили его в коллаборационизме и изгнали из страны. Абуна Меркурий был свергнут при обстоятельствах, которые остаются предметом спора. После избрания пятого патриарха Абуна Павла, многие верующие эфиопской Церкви в диаспоре, продолжают признавать Абуна Меркурия как Патриарха и духовного лидера утверждая, что он был вынужден оставить свою должность.
В поддержку Патриарха Меркурия был создан Синод в изгнании, что приводило к взаимному отлучению обоих синодов.
Патриарх Меркурий, эмигрировавший в Кению, отказался признать избрание пятого патриарха. Архиепископ Иезехак, эфиопский архиепископ США, также не признал это избрание и в 1992 году прервал литургическое общение с патриархатом. В качестве ответной меры Эфиопский Священный Синод лишил его полномочий и назначил архиепископом США и Канады Абуну Матфия. Поскольку архиепископ Иезехак пользуется поддержкой многих эфиопов в Америке, в эфиопской общине этой страны произошёл раскол.
5 января 2009 года был подписан указ об удалении отлучённого Патриарха и раздвоении церкви. Однако после внезапной смерти патриарха Абуна Павла возобновились переговоры о примирении. Синод в изгнании наставил на возобновлении на Патриаршем Престоле Абуны Меркурия. С избранием Абуна Матфия 6-м Патриархом Эфиопии переговоры временно прекратились.
В июле 2018 года Эфиопская православная церковь признала Абуну Меркурия патриархом Эфиопским и «равным по чести» Абуне Матфию.